# Jeremy Wotherspoon
Jeremy Lee Wotherspoon (Humboldt, 26 ottobre 1976) è un pattinatore di velocità su ghiaccio canadese.

## Palmarès

### Olimpiadi
- Argento a Nagano 1998 nei 500 metri.

### Mondiali - Sprint
- Oro a Calgary 1999.
- Oro a Seul 2000.
- Oro a Hamar 2002.
- Oro a Calgary 2003.
- Argento a Berlino 1998.
- Argento a Nagano 2004.
- Argento a Salt Lake City 2005.
- Argento a Heerenveen 2008.
- Bronzo a Inzell 2001.

### Mondiali - Distanza singola
- Oro a Berlino 2003 nei 500 metri.
- Oro a Seul 2004 nei 500 metri.
- Oro a Nagano 2008 nei 500 metri.
- Oro a Salt Lake City 2001 nei 1000 metri.
- Argento a Calgary 1998 nei 1000 metri.
- Argento a Salt Lake City 2001 nei 500 metri.
- Argento a Seul 2004 nei 1000 metri.
- Bronzo a Calgary 1998 nei 500 metri.
- Bronzo a Nagano 2000 nei 500 metri.
- Bronzo a Inzell 2005 nei 500 metri.